# Partit dels Treballadors de Bèlgica
Partit dels Treballadors de Bèlgica (en neerlandès: Partij van de Arbeid van België) (PVDA) (en francès: Parti du Travail de Belgique) (PTB) és un partit polític panbelga d'ideologia marxista-leninista. A les eleccions legislatives belgues de 2024 es va convertir en la quarta formació del Parlament Federal de Bèlgica.

## Història
Es va formar en els anys 1960 en la Universitat de Leuven, al voltant del sindicat d'estudiants Studenten VakBeweging (SVB), que estava influït pel Partit Comunista Xinès, i pel moviment contra la Guerra del Vietnam, i que considerava el Partit Comunista de Bèlgica com a revisionista. El partit es va posicionar a favor de la lluita anti-imperialista, i a favor dels drets humans, i va fundar el periòdic AMADA (Alle Macht Aan De Arbeiders). El seu congrés fundacional, no es va celebrar fins a 1979, quan el partit va adoptar un programa maoïsta i va anomenar a Ludo Martens com el seu líder. Un dels observadors fou Laurent Kabila, el futur president de la República Democràtica del Congo. El seu diari Solidair/Solidaire va tenir una certa influència en el moviment sindical. En les eleccions legislatives belgues de 2003, el PTB es va presentar juntament amb el partit Lliga Àrab Europea, però la coalició electoral només va obtenir el 0,15% dels vots.
A partir de l'any 2008 en el seu VIII congrés, el partit inicià una renovació, modernitzant el discurs i donant més protagonisme a portaveus reconeguts, donant més prioritat a reivindicacions socials, econòmiques i laborals bàsiques enfront el neoliberalisme i l'austeritat, desenvolupant el seu programa més enllà de la defensa d'unes posicions polítiques i ideològiques, en part per influència de l'èxit del veí SP Partit Socialista dels Països Baixos. El PTB i les joventuts COMAC potenciaren també la seva presència a les xarxes socials.
El 2 de març de 2008, Peter Mertens va ser elegit com a successor del llavors president del partit Ludo Martens, que tenia greus problemes de salut. En els darrers anys, sobretot a partir de la crisi econòmica capitalista de començaments de segle XXI, i amb la radicalització de sectors de les classes populars a Bèlgica, ha experimentat un fort creixement. Així, va passar de 101.088 vots en els eleccions legislatives de 2010 (1,6%); a 251.289 vots (3,7%) el 2014, obtenint 2 diputats; fins a 584.621 vots (8,6%), 12 diputats i 4 senadors a les eleccions legislatives belgues de 2019. El partit va tenir un bon resultat a Valònia (un 13,8% en general), aconseguint més del 16% a la província de Lieja, més del 15% a la província de Hainaut i també més del 12% a la regió de Brussel·les-Capital. Va assolir almenys el 22% dels vots a les ciutats de Charleroi i La Louvière. El seu millor resultat a Flandes va ser del 12,71% a la ciutat d'Anvers. El PTB-PVDA també va ser el quart partit més votat de les eleccions al Parlament Europeu de 2019 celebrades el mateix dia a les zones francòfones, guanyant un 14,59% dels vots i atorgant-li un euro-parlamentari.
Els càrrecs electes de PTB-PVDA es comprometen a no tenir cap avantatge financera del seu mandat i de viure amb el salari mitjà belga (1.700 euros nets a el mes). El novembre de 2016, el PTB-PVDA tenia de 10.000 membres. Segons la informació de la RTBF, és el partit a Bèlgica els militants i simpatitzants dels quals més contribueixen econòmicament: amb 10.000 membres, el 2016 va recollir un milió d'euros en contribucions i donacions, més que cap altre formació.
El 5 de desembre de 2021 Raoul Hedebouw es va convertir en el president del PVDA-PTB succeint Peter Mertens, sociòleg i antic treballador de la fàbrica Honda i professor universitari a Anvers que va convertir el partit en un dels partits marxistes més destacats d'Europa.

## Resultats electorals

### Cambra de Representants
| Eleccions legislatives belgues | Eleccions legislatives belgues | Eleccions legislatives belgues | Eleccions legislatives belgues | Eleccions legislatives belgues | Eleccions legislatives belgues | Eleccions legislatives belgues | Eleccions legislatives belgues |
| Any                            | Candidat                       | Vots                           | %                              | +/–                            | Escons                         | +/–                            | Govern                         |
| ------------------------------ | ------------------------------ | ------------------------------ | ------------------------------ | ------------------------------ | ------------------------------ | ------------------------------ | ------------------------------ |
| 1981                           |                                | 45,804                         | 0,76 / 100                     | Nou                            | 0 / 212                        | Nou                            | Extraparlamentari              |
| 1985                           |                                | 46,034                         | 0,76 / 100                     | =                              | 0 / 212                        | =                              | Extraparlamentari              |
| 1987                           |                                | 45,218                         | 0,74 / 100                     | 0.02                           | 0 / 212                        | =                              | Extraparlamentari              |
| 1991                           | Ludo Martens                   | 30.491                         | 0,5 / 100                      | 0.2                            | 0 / 212                        | =                              | Extraparlamentari              |
| 1995                           | Ludo Martens                   | 34,247                         | 0,6 / 100                      | ▲ 0,1                          | 0 / 150                        | =                              | Extraparlamentari              |
| 1999                           | Ludo Martens                   | 30,930                         | 0,5 / 100                      | 0.1                            | 0 / 150                        | =                              | Extraparlamentari              |
| 2003                           | Ludo Martens                   | 20,825                         | 0,2 / 100                      | 0.3                            | 0 / 150                        | =                              | Extraparlamentari              |
| 2007                           | Ludo Martens                   | 56,167                         | 0,8 / 100                      | ▲ 0,6                          | 0 / 150                        | =                              | Extraparlamentari              |
| 2010                           | Peter Mertens                  | 101,088                        | 1,6 / 100                      | ▲ 0,8                          | 0 / 150                        | =                              | Extraparlamentari              |
| 2014                           | Peter Mertens                  | 251,289                        | 3,7 / 100                      | ▲ 2,1                          | 2 / 150                        | 2                              | Oposició                       |
| 2019                           | Peter Mertens                  | 584,458                        | 8,6 / 100                      | ▲ 4,9                          | 12 / 150                       | 10                             | Oposició                       |
| 2024                           | Raoul Hedebouw                 | 688.369                        | 9,86 / 100                     | ▲ 1,23                         | 15 / 150                       | ▲ 3                            | Oposició                       |

### Senat
| Any  | Vots    | %    | Escons  | +/- |
| ---- | ------- | ---- | ------- | --- |
| 1981 | 49,577  | 0.83 | 0 / 106 | Nou |
| 1985 | 44,799  | 0.75 | 0 / 106 | =   |
| 1987 | 43,386  | 0.71 | 0 / 106 | =   |
| 1991 | 31,754  | 0.52 | 0 / 40  | =   |
| 1995 | 38.274  | 0.64 | 0 / 40  | =   |
| 1999 | 35,493  | 0.57 | 0 / 40  | =   |
| 2003 | 18,699  | 0.1  | 0 / 40  | =   |
| 2007 | 54,807  | 0.8  | 0 / 40  | =   |
| 2010 | 105,060 | 1.6  | 0 / 40  | =   |
| 2014 |         |      | 0 / 60  | =   |
| 2019 |         |      | 5 / 60  | ▲ 5 |
| 2024 |         |      | 6 / 60  | ▲ 1 |

### Regionals

#### Valònia
| Any  | Vots    | %    | Escons  | +/- | Govern            |
| ---- | ------- | ---- | ------- | --- | ----------------- |
| 2004 | 12,216  | 0.6  | 0 / 75  |     | Extraparlamentari |
| 2009 | 24,875  | 1.2  | 0 / 75  | =   | Extraparlamentari |
| 2014 | 117,500 | 5.7  | 2 / 75  | 2   | Oposició          |
| 2019 | 278,343 | 13.7 | 10 / 75 | 8   | Oposició          |
| 2024 | 250,146 | 12.1 | 8 / 75  | 2   | Per determinar    |

#### Flandes
| Any  | Vots    | %   | Escons  | +/- | Govern            |
| ---- | ------- | --- | ------- | --- | ----------------- |
| 2004 | 22,874  | 0.6 | 0 / 124 |     | Extraparlamentari |
| 2009 | 42,849  | 1.0 | 0 / 124 | =   | Extraparlamentari |
| 2014 | 106,114 | 2.5 | 0 / 124 | =   | Extraparlamentari |
| 2019 | 225,593 | 5.3 | 4 / 124 | 4   | Oposició          |
| 2024 | 364,070 | 8.3 | 9 / 124 | 5   | Per determinar    |

#### Brussel·les
| Any  | Vots   | %     | Escons  | +/- | Govern            |
| ---- | ------ | ----- | ------- | --- | ----------------- |
| 2004 | 2,221  | 0.6   | 0 / 89  |     | Extraparlamentari |
| 2009 | 4,038  | 0.9   | 0 / 89  | =   | Extraparlamentari |
| 2014 | 15,782 | 3.9   | 4 / 89  | 4   | Oposició          |
| 2019 | 52,297 | 13.47 | 11 / 89 | 7   | Oposició          |
| 2024 | 81,542 | 20.92 | 16 / 89 | 5   | Per determinar    |

### Parlament Europeu
| Any  | Vots    | %    | Escons | +/- |
| ---- | ------- | ---- | ------ | --- |
| 1984 | 43,637  | 0.8  | 0 / 24 | Nou |
| 1989 | 29,778  | 0.5  | 0 / 24 | =   |
| 1994 | 59,270  | 1.0  | 0 / 25 | =   |
| 1999 | 22,038  | 0.3  | 0 / 25 | =   |
| 2004 | 44,452  | 0.7  | 0 / 24 | =   |
| 2009 | 68,540  | 1.0  | 0 / 22 | =   |
| 2014 | 234,718 | 3.5  | 0 / 22 | =   |
| 2019 | 566,274 | 8.4  | 1 / 21 | 1   |
| 2024 | 763,340 | 10.7 | 2 / 22 | 1   |